# Libera (chanson)
Pour les articles homonymes, voir Libera, Libera (mythologie) et Libera (chœur).
Chansons représentant l'Italie au Concours Eurovision de la chanson
We'll Live It All Again
(1976) Questo amore
(1978)
Libera (« Libre ») est une chanson interprétée par la chanteuse italienne Mia Martini sortie en 45 tours en 1977. Elle est sélectionnée pour représenter l'Italie au Concours Eurovision de la chanson 1977 qui se déroule à Londres.

## À l'Eurovision

### Sélection
La chanson Libera est sélectionnée en interne pour représenter l'Italie au Concours Eurovision de la chanson 1977 le 7 mai dans la ville de Londres, en Angleterre.

### À Londres
Elle est intégralement interprétée en italien, langue nationale de l'Italie, comme l'impose la règle de 1977 à 1998. L'orchestre est dirigé par Maurizio Fabrizio.
Libera est la quinzième chanson interprétée lors de la soirée, suivant Enséñame a cantar (en) de Micky pour l'Espagne et précédant Lapponia de Monica Aspelund (en) pour la Finlande.
À la fin du vote, Libera obtient 33 points et se classe 13e sur 18 chansons,.

## Liste des titres
| A. | Libera         | L. Albertelli, S. Fabrizio           |  |
| B. | Sognare è vita | C. Vistarini, F.M. Cantini, L. Lopez |  |

## Classement hebdomadaire
| Classement (1977)        | Meilleure position |
| ------------------------ | ------------------ |
| Italie (Musica e dischi) | 4                  |

## Autres versions
Mia Martini a enregistré la chanson dans cinq versions différentes : la version ballade originale, une version disco, en espagnol Libre, en français Libre comme une femme et en anglais Freedom Is Today, les trois dernières sont toutes dans la version disco.